# Collegiata di Santa Maria Assunta (Filottrano)
La chiesa prepositurale collegiata di Santa Maria Assunta, detta anche La Pieve, è il più importante luogo di culto cattolico di Filottrano, in provincia di Ancona e arcidiocesi di Ancona-Osimo.
Deve il nome di Prepositurale dal titolo del suo parroco (Prevosto), che sovrintende tutto il Comune. Sorge di fronte alla Porta Marina (o Porta Cappuccina, o Arco Perozzi) ed è anche detta prepositiva Pieve in quanto eretta fuori dalle mura cittadine.

## Storia e descrizione

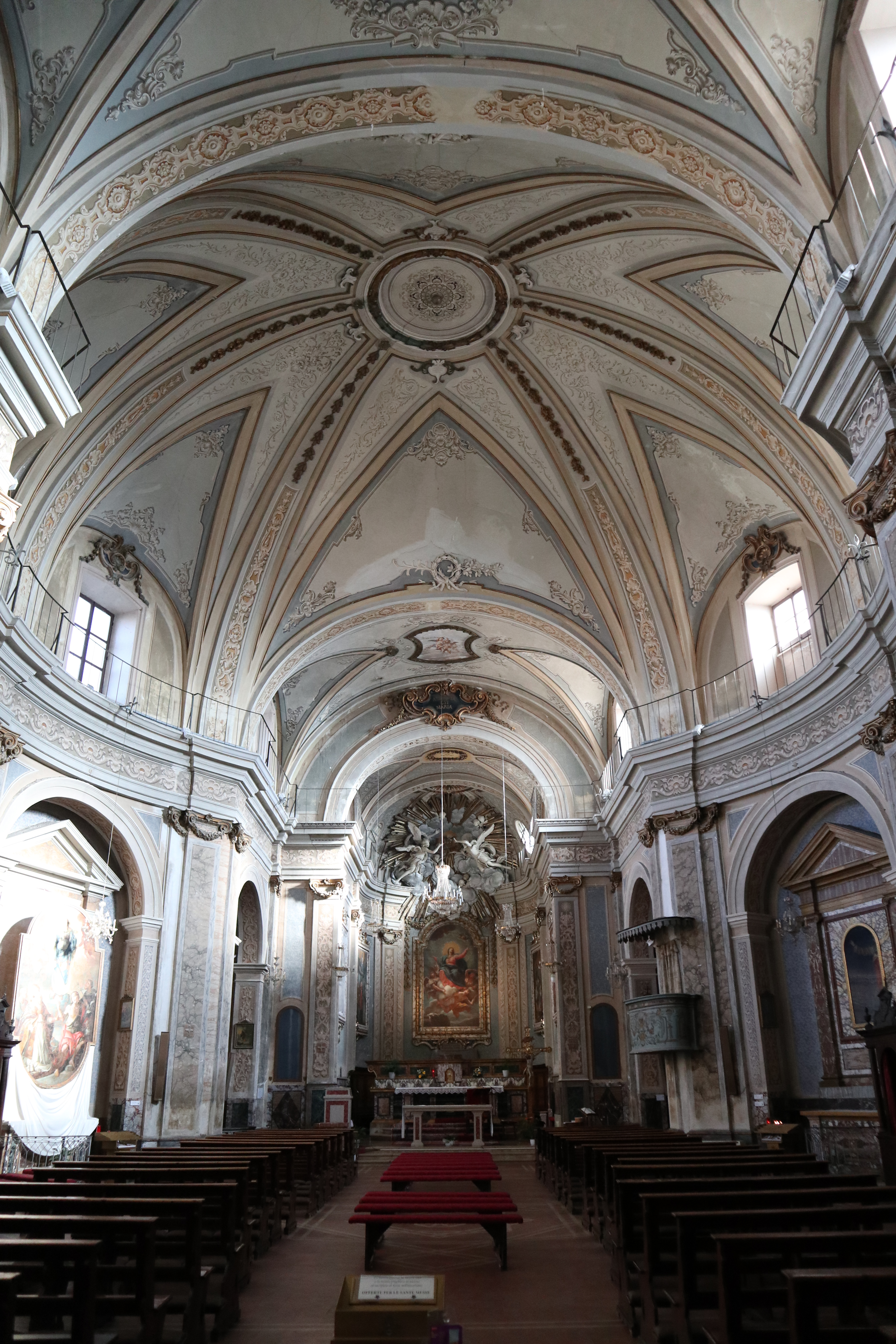
Veduta dell'interno

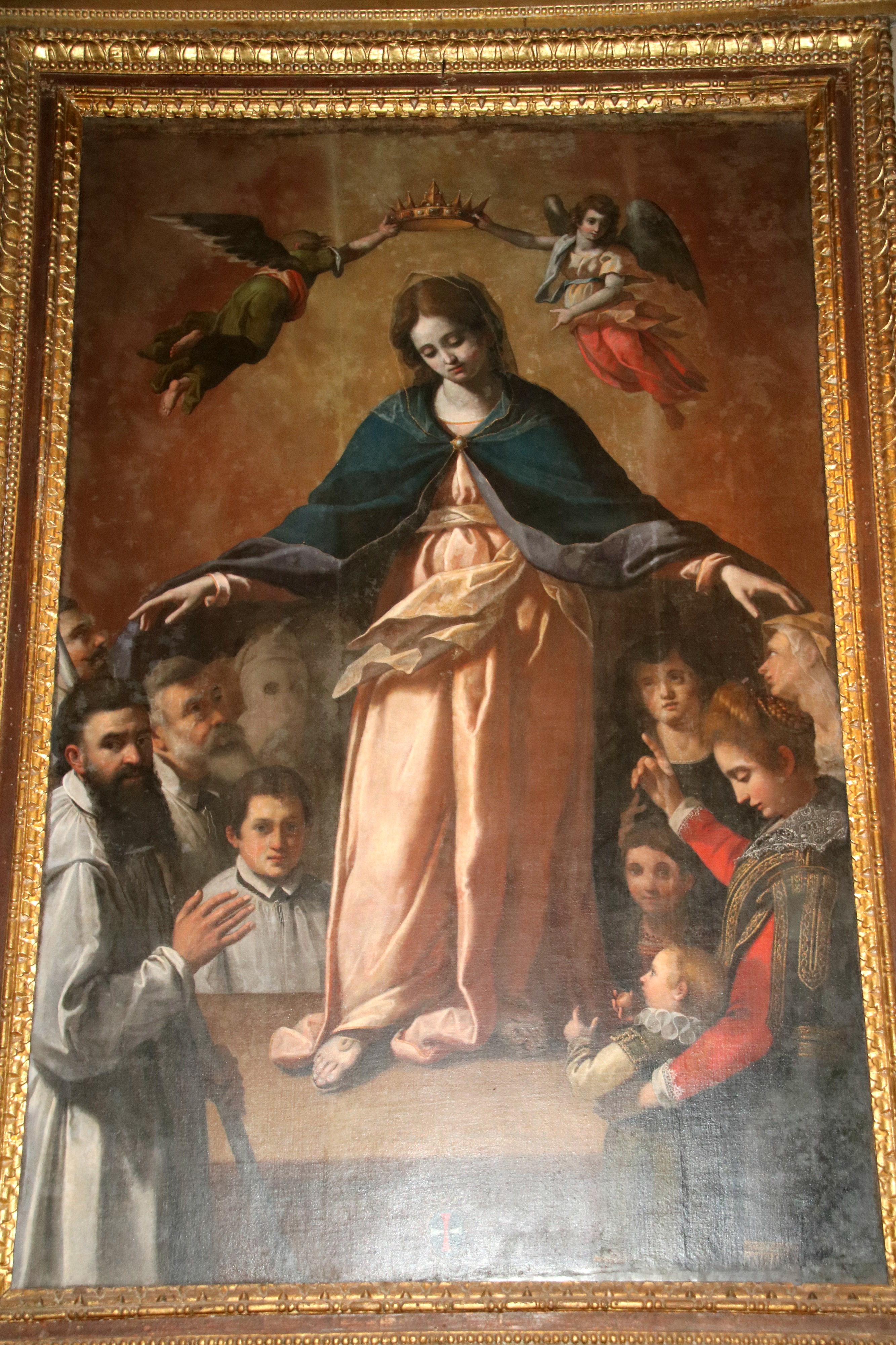
La Madonna della Misericordia di Ernest van Schayck, 1609.

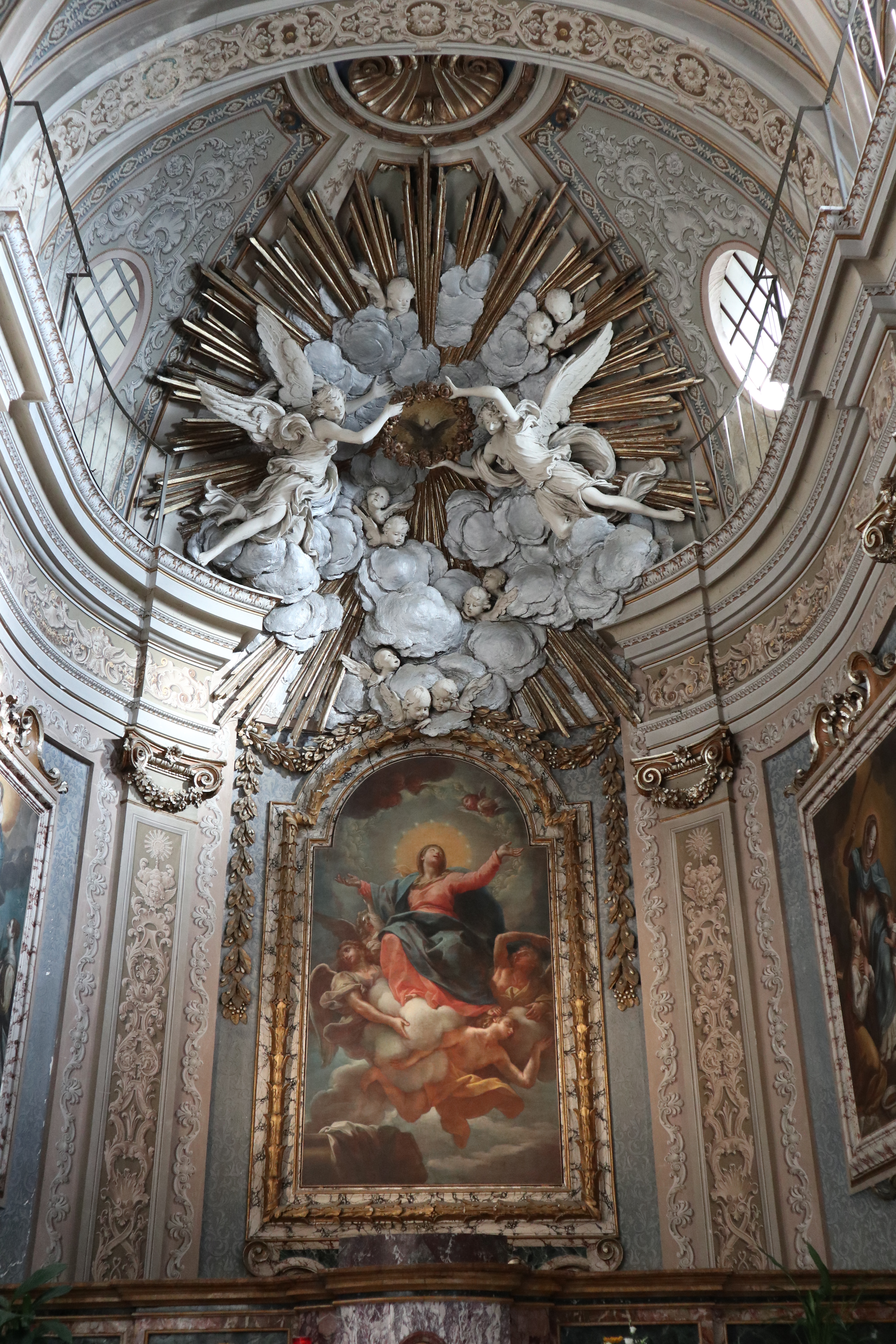
Presbiterio con la Pala dell'Assunzione di Étienne Parrocel.

### Origini
Una prima chiesa in questo luogo venne eretta in stile gotico col formarsi del nucleo urbano nel XIV secolo.

### L'edificio barocco
Divenuta troppo esigua e pericolante col passare dei secoli, il cardinale Antonio Bichi, Vescovo di Osimo nel XVII secolo, diede avvio alla costruzione di una chiesa più grande, l'attuale. Venne incaricato l'architetto romano Matteo de' Rossi che concepì un edificio barocco in laterizi, secondo il tipico stile marchigiano, terminato nel 1679.
In seguito si lavorò all'interno che presenta una pianta a navata unica con cappelle laterali e coperta da volta a botte lunettata. La parte centrale si allarga in uno spazio ellittico coperto da volta a cupola; il transetto è affiancato da due cappelle laterali; oltre si apre il profondo presbiterio.
Una decorazione a stucchi e dorature con finti marmi, di gusto barocco, riveste l'interno. La chiesa venne consacrata il 14 giugno 1735. 
I dipinti murali della navata centrale e delle volte sopra la finestra sono state realizzate prima del 1776.

### Opere d'arte
All'interno della Collegiata sono conservate diverse opere d'arte:
- Madonna della Misericordia, pala proveniente dalla distrutta chiesa omonima, opera del fiammingo Ernest van Schayck, 1609[3], prima cappella sinistra
- Nascita di Maria, attribuito ad Angelo Alari, XVII secolo, secondo altare sinistro
- Trasporto della Santa Casa di Loreto, tela di Pietro de Petri, XVIII secolo, terzo altare sinistro
- Crocifissione, affresco di Pietro di Domenico da Montepulciano, XV secolo[4], transetto destro
- Madonna con Gesù Bambino e i santi Pietro, Lucia e Tecla, attribuito ad Ernest Van Schayck[5].
- Vergine Maria Assunta in Cielo, Pala dell'altar maggiore, del pittore francese Étienne Parrocel
- Pentecoste, Étienne Parrocel, parete destra del presbiterio[5]
- Discesa dello Spirito Santo su Maria e gli Apostoli riuniti nel Cenacolo, Étienne Parrocel, parete destra del presbiterio[5]
- Natività di Gesù, attribuita a Gerrit Van Honthorst (detto Gerardo delle Notti)[6], nella Sagrestia
- Decollazione di San Giovanni Battista, di Ernest Van Schayck[6], nella Sagrestia
- La Madonna Bella, attribuita a Ernest Van Schayck[6], nella Sagrestia